# Otakar Klapka
Otakar Klapka (ur. 27 kwietnia 1891 w Ranie, zm. 4 października 1941 w Ruzyně) – czeski prawnik i polityk, burmistrz Pragi w latach 1939−1940.

## Życiorys
Był absolwentem gimnazjum w Chrudimiu. Ukończył studia prawnicze na Uniwersytecie Karola (1915) i dodatkowe kursy na paryskiej Sorbonie (1925). W 1915 rozpoczął staż w kancelarii prawniczej w Zbrasławiu, a następnie pracował w kancelarii znanego praskiego prawnika Josífka, ostatecznie zdecydował się jednak na karierę urzędnika. W 1918 został urzędnikiem w samorządzie powiatu Říčany. Był także autorem wielu prac na temat samorządu terytorialnego i polityki.
Od 1909 był działaczem Czeskiej Partii Narodowo-Społecznej, w 1918 brał czynny udział w przejmowaniu władzy w Czechach z rąk austriackich urzędników. W latach 1928−1929 i 1935−1939 był posłem w Zgromadzeniu Narodowym. Po rozwiązaniu rady miejskiej Pragi 23 lutego 1939 Klapka został powołany na przewodniczącego zarządzającej Pragą komisji administracyjnej, a następnie został oficjalnym burmistrzem Pragi. 
Po zajęciu Czechosłowacji przez III Rzeszę, 16 marca 1939 Klapka spotkał się z Hitlerem na zamku Praskim, gdzie prosił go o ochronę przed agresywnymi działaniami niemieckiej administracji. Jego zastępcą mianowany został nazista Josef Pfitzner. Sprzeciwiał się działaniom okupantów i zaangażował się w działalność czechosłowackiego ruchu oporu, przez co 9 lipca 1940 roku został aresztowany przez Gestapo. Po długich przesłuchaniach w Pradze, Dreźnie i Berlinie, 2 października 1941 na wniosek Reinharda Heydricha rozpoczął się jego proces. Po kilkugodzinnym procesie Klapka został skazany na karę śmierci i dwa dni później został rozstrzelany przez pluton egzekucyjny SS w koszarach w Ruzyně.

## Życie prywatne
W 1918 ożenił się z Marią Radvanową, mieli córkę Věrę.